# 2nd II None
2nd II None ist ein Hip-Hop-Duo aus Compton, Kalifornien. Es besteht aus den Cousins KK (bürgerlich Kelton L. McDonald) und Gangsta D (bürgerlich Deon Barnett).

## Werdegang
Die Veröffentlichung des Demo-Albums The Red Tape von DJ Quik, auf dem 2nd II None auf fast allen Titeln Gaststrophen beisteuerten, markiert den Beginn ihrer Karriere. Ihr erstes eigenes Album 2nd II None erschien 1991 auf Profile Records. 1999 veröffentlichten sie ihr zweites Album Classic 220, das auf Arista Records erschien. Ihre Alben wurden hauptsächlich von DJ Quik sowie 2nd II None selbst produziert. Im Jahr 2008 wurde das 1994 aufgenommene Album The Shit inoffiziell im Internet veröffentlicht, als Executive Producer ist auch Suge Knight aufgeführt. Unter anderem arbeitete das Duo mit Hi-C, AMG, Mausberg und Playa Hamm zusammen.

## Diskografie

### Alben
- 1991: 2nd II None
- 1999: Classic 220
- 2008: The Shit (inoffiziell)

### Singles
- 1991: Be True To Yourself
- 1992: If You Want It
- 1992: Let The Rhythm Take You
- 1994: Didn't Mean To Turn You On